# Robert McKenzie
Robert William McKenzie (1895. június – 1945.) ausztrál ászpilóta.

## Élete

### Ifjúkora
Rigby 1895 júniusában született Adelaide-ban, Dél-Ausztrália államban.

### Katonai szolgálata
Katonai szolgálatának kezdeti szakasza ismeretlen, bár feltehetően a háború elején kezdődött. Az egészségügyi hadtestnél szolgált, egészen 1916 végéig. 1916. december 2-án csatlakozott az Ausztrál Repülő Hadtesthez (Australian Flying Corps). Az alapkiképzés elvégzését és a pilótaigazolvány megszerzését követően a 2. ausztrál, majd a 41. illetve 68. brit repülőszázad tagja volt. Ekkoriban Airco D.H.5 típusú géppel repült.
1917 végén visszatért a 2. ausztrál repülőszázad kötelékébe a nyugati frontra. 1917. december 1-jén Villers-Guislian légterében lelőtt egy Albatros D.V típusú német repülőgépet, megszerezve ezzel első légi győzelmét. Február 19-én ismét győzelmet aratott. 1918 márciusában további négy igazolt légi győzelmet aratott, megszerezve ezzel az öt (vagy annál több) légi győzelemért járó ászpilóta minősítést. Utolsó győzelmét 1918. március 23-án szerezte meg.
Bátorságáért később megkapta a brit Katonai Kereszt kitüntetést.
További életéről kevés forrás maradt fenn. 1945-ben hunyt el egy hajókatasztrófa következtében.

### Légi győzelmei
| Sorszám | Dátum             | Egység                   | Repülőgép | Ellenfél     |
| ------- | ----------------- | ------------------------ | --------- | ------------ |
| 1       | 1917. december 1. | 2. ausztrál repülőszázad | D.H.5     | Albatros D.V |
| 2       | 1918. február 19. | 2. ausztrál repülőszázad | S.E.5a    | Albatros D.V |
| 3       | 1918. március 12. | 2. ausztrál repülőszázad | S.E.5a    | Ismeretlen   |
| 4       | 1918. március 13. | 2. ausztrál repülőszázad | S.E.5a    | Albatros D.V |
| 5       | 1918. március 22. | 2. ausztrál repülőszázad | S.E.5a    | Albatros D.V |
| 6       | 1918. március 23. | 2. ausztrál repülőszázad | S.E.5a    | Ismeretlen   |